# Suzy (Sängerin)

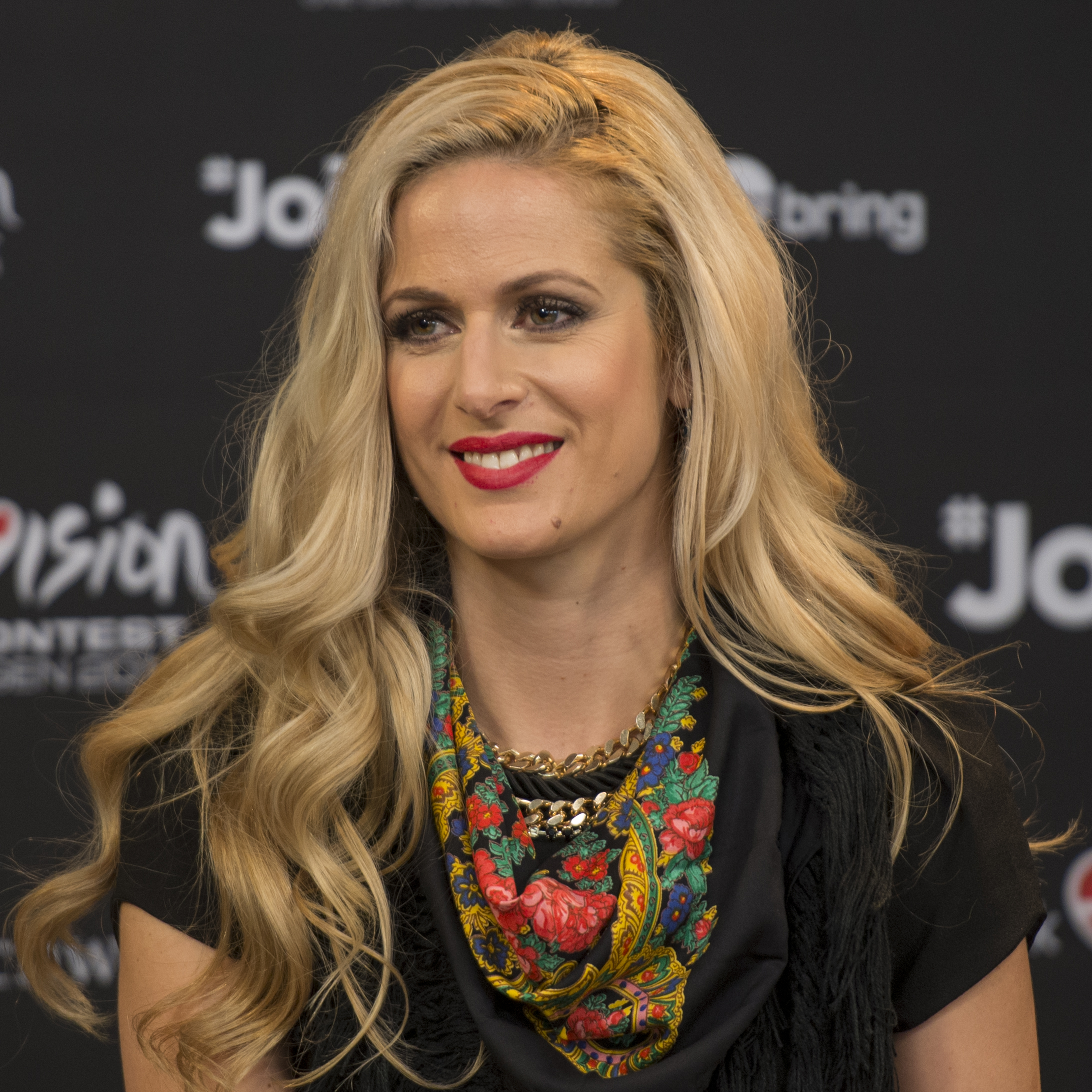
Suzy, 2014

Suzy (* 24. Januar 1980 in Figueira da Foz; bürgerlich Susana Guerra) ist eine portugiesische Sängerin.

## Leben und Wirken
Suzy stammt aus dem traditionsreichen portugiesischen Badeort Figueira da Foz. Unter den Künstlernamen Susana und Susana G sang sie in Musicalproduktionen des erfolgreichen Theaterregisseurs Filipe La Féria und war Gastsängerin bei den populären Popgruppen Onda Choc und Anjos. Insbesondere ihr Duett mit den Anjos 1999 in deren Weihnachtslied Nesta noite branca (dt.: In dieser weißen Nacht) machte sie bekannt. Das Lied wird bis heute häufig im portugiesischen Radio zu den Festtagen gespielt. Daneben tourte sie durch die portugiesischen Gemeinden Nordamerikas. 2012 wanderte sie nach Dubai aus, veranlasst durch die Wirtschaftskrise Portugals in Folge der Eurokrise. Sie arbeitete seither als Flugbegleiterin bei den Emirates Airlines.
Suzy ist die Königin des Carnaval de Buarcos 2014, dem überregional bekannten Karnevalsumzug im Seebad Buarcos (Figueira da Foz). Karnevalskönig 2014 ist der bekannte Sänger Emanuel.
Suzy wurde am 15. März 2014 durch die portugiesische Vorausscheidung Festival da Canção ausgewählt, Portugal beim Eurovision Song Contest 2014 in Kopenhagen zu vertreten. Dort trat sie mit ihrem Popsong Quero ser tua (dt.: Ich will dir gehören) an. Jedoch erreichte sie nicht das Finale, sorgte jedoch mit dem Song für Furore, da einige Passagen von Kaoma's Klassiker Lambada gesamplet wurden.